# Alphonse Antonio de Sarasa

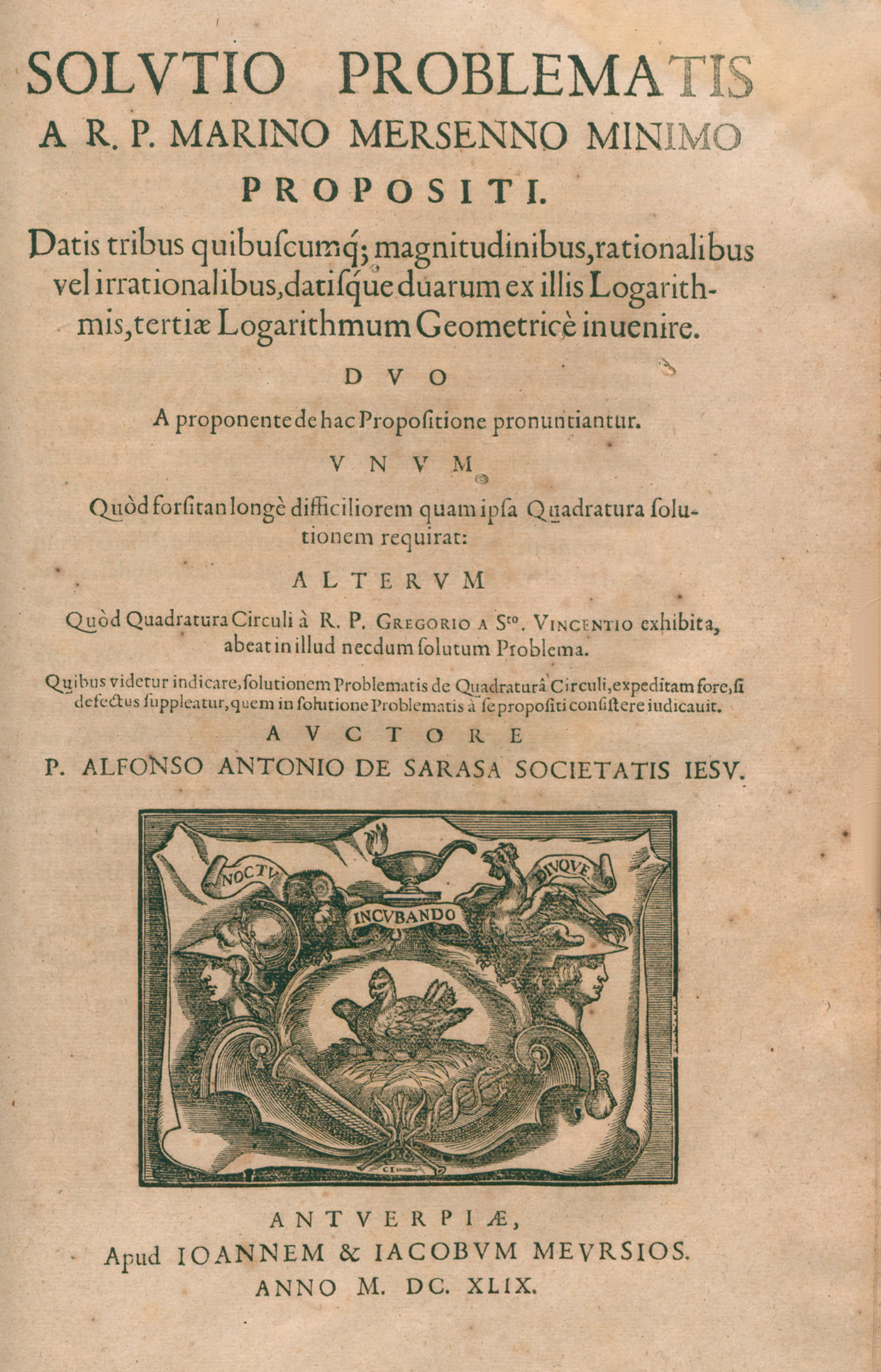
Solutio problematis a R. P. Marino Mersenno minimo propositi, 1649

Alphonse Antonio de Sarasa (Nieuwpoort, 1618 - Brussel, 1667) was een Vlaams wiskundige en ontdekker van de hyperbolische logaritme. Zijn beide ouders waren van Spaanse afkomst. Hij was een leerling en later collega van de Vlaamse jezuïet Gregorius van St-Vincent. Soms wordt de ontdekking van de hyperbolische logaritme aan St-Vincent toegeschreven. De Sarasa was ook een jezuïet en publiceerde onder andere Ars semper gaudendi (De kunst om altijd blij te zijn).